# 上衛 (左垣)
上衛(左垣)也称天龍座73、紫微左垣六，又名BD+74 872，HD 196502、SAO 9802、HR 7879，是天龍座的一颗恒星，视星等为5.2，位于銀經108.43，銀緯20.04，其B1900.0坐标为赤經20h 32m 49.8s，赤緯+74° 20.04′ 43″。